# Porocyphus dimorphus
Porocyphus dimorphus är en lavart som beskrevs av Henssen. Porocyphus dimorphus ingår i släktet Porocyphus och familjen Lichinaceae.   Inga underarter finns listade i Catalogue of Life.